# Saint-Julien (Rhône)
Pour les articles homonymes, voir Saint-Julien.
Saint-Julien est une commune française, située dans le département du Rhône en région Auvergne-Rhône-Alpes.

## Géographie
Le territoire est essentiellement composé d'un plateau et d'un vallon où coule un ruisseau, le Marverand. Le vallon se creuse à partir du lieu-dit Espagne et vient se développer dans la plaine de Longsard à l'est.
Le bourg, situé au fond du vallon, se situe au centre de la commune qui couvre 690 hectares. La commune possède plusieurs hameaux dont ceux du Jonchy, de Chatenay, d'Espagne, du Colombier…

### Communes limitrophes
Saint-Julien est limitrophe des communes suivantes :

### Transports
En 1992, la commune est traversée par les chemins de grande communication no 19 et no 35 et par le chemin d'intérêt communal no 52.

### Climat
Pour des articles plus généraux, voir Climat d'Auvergne-Rhône-Alpes et Climat du Rhône.
En 2010, le climat de la commune est de type climat océanique altéré, selon une étude du Centre national de la recherche scientifique s'appuyant sur une série de données couvrant la période 1971-2000. En 2020, Météo-France publie une typologie des climats de la France métropolitaine dans laquelle la commune est exposée à un climat de montagne ou de marges de montagne et est dans la région climatique  Nord-est du Massif Central, caractérisée par une pluviométrie annuelle de 800 à 1 200 mm, bien répartie dans l’année. 
Pour la période 1971-2000, la température annuelle moyenne est de 11,6 °C, avec une amplitude thermique annuelle de 17,8 °C. Le cumul annuel moyen de précipitations est de 788 mm, avec 9,6 jours de précipitations en janvier et 6,8 jours en juillet. Pour la période 1991-2020, la température moyenne annuelle observée sur la station météorologique de Météo-France la plus proche, « Liergues_sapc », sur la commune de Porte des Pierres Dorées à 7 km à vol d'oiseau, est de 12,1 °C et le cumul annuel moyen de précipitations est de 710,2 mm,. Pour l'avenir, les paramètres climatiques de la commune estimés pour 2050 selon différents scénarios d'émission de gaz à effet de serre sont consultables sur un site dédié publié par Météo-France en novembre 2022.

## Urbanisme

### Typologie
Au 1er janvier 2024, Saint-Julien est catégorisée commune rurale à habitat dispersé, selon la nouvelle grille communale de densité à sept niveaux définie par l'Insee en 2022.
Elle appartient à l'unité urbaine de Saint-Étienne-des-Oullières, une agglomération intra-départementale regroupant sept  communes, dont elle est une commune de la banlieue,,. Par ailleurs la commune fait partie de l'aire d'attraction de Lyon, dont elle est une commune de la couronne,. Cette aire, qui regroupe 397 communes, est catégorisée dans les aires de 700 000 habitants ou plus (hors Paris),.

### Occupation des sols
L'occupation des sols de la commune, telle qu'elle ressort de la base de données européenne d’occupation biophysique des sols Corine Land Cover (CLC), est marquée par l'importance des territoires agricoles (94,4 % en 2018), en diminution par rapport à 1990 (99,4 %). La répartition détaillée en 2018 est la suivante : 
cultures permanentes (46,5 %), zones agricoles hétérogènes (34,3 %), prairies (13,6 %), zones urbanisées (5 %), forêts (0,6 %). L'évolution de l’occupation des sols de la commune et de ses infrastructures peut être observée sur les différentes représentations cartographiques du territoire : la carte de Cassini (XVIIIe siècle), la carte d'état-major (1820-1866) et les cartes ou photos aériennes de l'IGN pour la période actuelle (1950 à aujourd'hui).

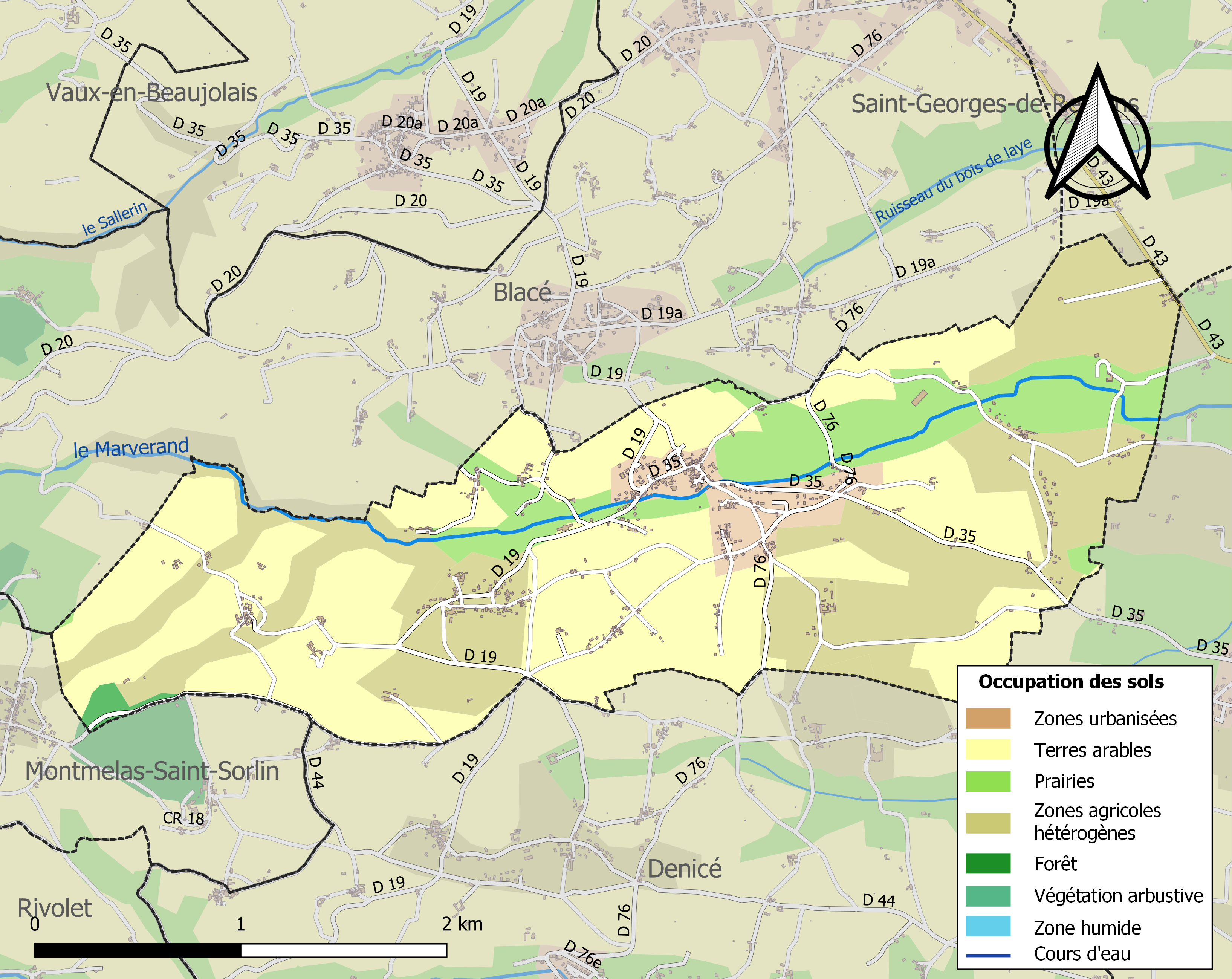
Carte des infrastructures et de l'occupation des sols de la commune en 2018 (CLC).

## Histoire
Aucune trace d'occupation n'est attestée pendant la période romaine, tant au niveau archéologique que bibliographique. Le nom de Saint-Julien est mentionné pour la première fois dans une charte de l'abbaye de Cluny vers l'an 1005. Les moines clunisiens avaient fondé un prieuré à Limas. Cette charte indique que Cluny laisse le prieur nommer le curé de Saint-Julien : « Moi, Bladin, du consentement de ma mère Gontrude (…) donnons (…) sur nos biens à Cluny, l'église en l'honneur de Saint-Julien, avec toutes ses dépendances, ses champs (…) ».
Du XIe siècle au XVIe siècle, l'autorité sur le village est exercée par les sires de Beaujeu et les seigneurs de Montmelas ont toute justice sur les habitants. L'ancienne paroisse dépend du Beaujolais, de l'archiprêtré d'Anse, de l'élection de Villefranche, et de la justice de Montmelas . L'abbaye de Cluny nomme à la cure tandis que le seigneur est le marquis de Montmelas. En 1464, les habitants sont contraints de payer une taxe pour « défaut de guet ». En 1590, on connait le nombre de sujets des sires de Montmelas obligés à la garde du château. En 1573, une terrible famine s'abat sur le village et la peste sévit dans la région de 1581 à 1587, fauchant notamment presque toute la population de Beaujeu. L'hiver 1709 est terrible, vingt-six habitants décèdent, contre six l'hiver précédent.
Le curé de Denicé insère dans les registres paroissiaux de nombreux éléments sur les catastrophes naturelles : gel en 1740, sècheresse en 1741, grêle en 1746 qui détruit une partie du vignoble, attaque de loups en 1754. Cette même année 1754 voit un hiver rigoureux et prolongé.
En 1812, le village donne vingt-six ou vingt-sept hommes à la Grande Armée de Napoléon Ier pour la campagne de Russie. Seuls trois hommes échapperont à l'hécatombe des campagnes gelées de l'Est sauvage et rentreront au village.
Le 18 mars 1814, les troupes du maréchal Augereau affrontent les troupes autrichiennes du général Frédéric Bianchi. Elles sont forcées au repli sur Villefranche-sur-Saône.
Le curé d'Arnas consigne des données qui intéressent la commune pour la période de 1867 à 1886 : en 1868, l'été très chaud précipite les vendanges dont la qualité est excellente ; en 1870, sècheresse, vin excellent ; en 1871, froid très rigoureux. Le trois janvier, la température descend à 23 degrés en dessous de 0 ; en 1872, printemps très pluvieux, la Saône déborde, été très chaud, automne très froid ; en 1873, année catastrophique, les vendanges n'ont pas lieu à cause des gelées du mois d'avril ; en 1874, le 5 mai, toutes les vignes gèlent ; en 1879, les vendanges ont lieu fin octobre. Le raisin est encore vert et presque entièrement pourri. Le phylloxera a ravagé la vigne. Le vin est de mauvaise qualité, « sans couleur et sans feu » ; en 1881, l'été est remarquable pour ses très fortes chaleurs. Malgré leur beauté, les blés donnent peu.

## Politique et administration
| Période                                  | Période  | Identité                      | Étiquette | Qualité                                     |
| ---------------------------------------- | -------- | ----------------------------- | --------- | ------------------------------------------- |
| 2020                                     | En cours | Nathalie Petrozzi-Bedanian    | DVD       | Directrice culturelle et référente handicap |
| 2001                                     |          | Alain Gaidon                  |           |                                             |
| 1852                                     | ?        | Camille Roche de la Rigodière |           |                                             |
| Les données manquantes sont à compléter. |          |                               |           |                                             |

## Démographie
L'évolution du nombre d'habitants est connue à travers les recensements de la population effectués dans la commune depuis 1793. Pour les communes de moins de 10 000 habitants, une enquête de recensement portant sur toute la population est réalisée tous les cinq ans, les populations de référence des années intermédiaires étant quant à elles estimées par interpolation ou extrapolation. Pour la commune, le premier recensement exhaustif entrant dans le cadre du nouveau dispositif a été réalisé en 2009.

En 2022, la commune comptait 936 habitants, en évolution de +11,16 % par rapport à 2016 (Rhône : +3,93 %, France hors Mayotte : +2,11 %).
| 1793 | 1800 | 1806 | 1821 | 1831 | 1836 | 1841 | 1846 | 1851 |
| ---- | ---- | ---- | ---- | ---- | ---- | ---- | ---- | ---- |
| 583  | 496  | 553  | 591  | 633  | 635  | 648  | 672  | 750  |

| 1856 | 1861 | 1866 | 1872 | 1876 | 1881 | 1886 | 1891 | 1896 |
| ---- | ---- | ---- | ---- | ---- | ---- | ---- | ---- | ---- |
| 712  | 735  | 721  | 750  | 821  | 676  | 700  | 642  | 666  |

| 1901 | 1906 | 1911 | 1921 | 1926 | 1931 | 1936 | 1946 | 1954 |
| ---- | ---- | ---- | ---- | ---- | ---- | ---- | ---- | ---- |
| 647  | 699  | 642  | 588  | 583  | 555  | 553  | 585  | 590  |

| 1962 | 1968 | 1975 | 1982 | 1990 | 1999 | 2006 | 2009 | 2014 |
| ---- | ---- | ---- | ---- | ---- | ---- | ---- | ---- | ---- |
| 546  | 574  | 536  | 580  | 641  | 768  | 812  | 823  | 833  |

| 2019 | 2022 | - | - | - | - | - | - | - |
| ---- | ---- | - | - | - | - | - | - | - |
| 879  | 936  | - | - | - | - | - | - | - |

## Économie
En 1992, l'économie de la commune est tournée vers la production de vin, de céréales et de foin tandis qu'est faite mention d'une mine de manganèse non exploitée. En 1999, le taux de chômage s'élève à 6,2 % de la population et le revenu moyen par ménage est de 18 706 euros (contre 15 027 euros en France).
Essentiellement tournée vers la viticulture, la commune possède une cave coopérative, des commerces de proximité dont une boulangerie, une supérette et un café, un réseau d'artisans et une carrière d'exploitation de gorrh rouge, une roche granitique concassée.

### Viticulture
La commune recense plusieurs viticulteurs et possède une cave coopérative crée en 1986 par quelques viticulteurs désireux de mettre leur savoir-faire de vinification en commun. La construction de la cave commence en 1988, une deuxième aile de vinification est ajoutée en 2003. La cave peut ainsi produite 13 000 hectolitres de vin.

### Tourisme
L'hébergement pour les touristes est possible, notamment dans des gîtes de France.

## Lieux et monuments
L'ancienne église paroissiale
L'ancienne église détruite en 1855 fait partie de ces monuments construits par les Clunisiens. L'abbé L. Duplain en donne une description : « Elle se composait d'une nef de treize pieds de large sur trente cinq de long, d'un avant-chœur flanqué de deux chapelles, d'un chœur et d'une sacristie à côté, au nord ; le tout voûté. L'escalier pour monter au clocher était en dehors du bâtiment, au nord, dans l'angle déterminé par une nef et une des chapelles. Sa forme générale, son clocher carré, lui donnaient un air de famille avec celles d'Ouilly, Belleville et Ars ». En 1814, la municipalité décide de racheter l'église, ce qui sera chose faite en 1819. En 1831 et 1832, l'église est flanquée de deux nefs latérales. Cependant l'édifice nécessite de continuelles réparations ce qui entraine une décision : la construction d'une nouvelle église.
La nouvelle église paroissiale
L'architecte Bernard présente le plan d'une nouvelle église, accepté par la délibération du conseil municipal en novembre 1852. La construction de la nouvelle église est autorisée en février 1855. Le 21 juin, premier jour de l'été, a lieu la bénédiction de la première pierre de l'église.
Dépourvue de transept, l'église possède un plan simple : une grand nef flanquée de collatéraux qui aboutit au chœur terminé par une abside précédant le clocher. L'église contient une chaire dont les panneaux en bois sculpté représentent les quatre évangélistes. Le panneau central représente saint Julien armé d'un casque et d'une cotte de mailles, à genoux sur un bouclier. Le clocher qui s'élève au sud de l'église renferme deux cloches dont la plus petite, fondue en 1892 est utilisée pour sonner les heures. La grosse cloche possède une inscription en latin, sonet vox tua in auribus nostris, « Que votre voix résonne à nos oreilles »
Le cimetière
L'ancien cimetière jouxtait l'ancienne église paroissiale. Il a accueilli les corps des villageois pendant sept ou huit siècles. En 1826, le cimetière est transféré à proximité du ruisseau Marverand. Enfin le 8 février 1863, le conseil municipal décide le transfert du cimetière. Il faut attendre 1867 pour que l'emplacement définitif soit choisi au lieu-dit les Patissières
Patrimoine civil
- Château de la Rigodière : Au milieu du XIXe siècle, le château est la propriété de Jean Maritz, ingénieur et inventeur de l'art de fondre les canons[18] ;
- Maison natale et musée Claude-Bernard ;
- Château de Bussy ;
- Château de Colombier ;
- Château d'Espagne ;
- Château du Jonchy.

## Personnalités liées à la commune
- Claude Bernard (1813-1878), médecin et physiologiste, natif de la commune ;
- Jean-Pierre Breton (1865-1952), homme politique français, député du Rhône de 1924 à 1928, natif de la commune ;
- François D'Haene (1985-), sportif de haut niveau, ultra-trailer.